# DD Волос Вероники
DD Волос Вероники (лат. DD Comae Berenices) — двойная затменная переменная звезда типа W Большой Медведицы (EW)* в созвездии Волос Вероники на расстоянии приблизительно 2210 световых лет (около 678 парсек) от Солнца. Видимая звёздная величина звезды — от +15,05m до +14,3m. Орбитальный период — около 0,2692 суток (6,4609 часа).

## Характеристики
Первый компонент — жёлтый карлик спектрального класса G5-G6. Масса — около 1,1 солнечной, радиус — около 1,02 солнечного, светимость — около 0,93 солнечной. Эффективная температура — около 4796 K.
Второй компонент — жёлтый карлик спектрального класса G. Масса — около 0,25 солнечной, радиус — около 0,54 солнечного, светимость — около 0,22 солнечной. Эффективная температура — около 4624 K.